# Pattinaggio di figura ai I Giochi olimpici invernali - Pattinaggio di figura a coppie
La competizione del pattinaggio di figura a coppie dei I Giochi olimpici invernali si è svolta il giorno 31 gennaio 1924 a Chamonix.

## Risultati

### Figure Obbligatorie
| Pos. | Concorrente                         | Nazione       | Giudici   | Giudici   | Giudici   | Giudici   | Giudici   | Giudici   | Giudici   | Giudici   | Giudici   | Giudici   | Giudici   | Giudici   | Giudici   | Giudici   | TPO  |
| Pos. | Concorrente                         | Nazione       | Giudice 1 | Giudice 1 | Giudice 3 | Giudice 3 | Giudice 2 | Giudice 2 | Giudice 4 | Giudice 4 | Giudice 5 | Giudice 5 | Giudice 6 | Giudice 6 | Giudice 7 | Giudice 7 | TPO  |
| Pos. | Concorrente                         | Nazione       | PO        | Punti     | PO        | Punti     | PO        | Punti     | PO        | Punti     | PO        | Punti     | PO        | Punti     | PO        | Punti     | TPO  |
| ---- | ----------------------------------- | ------------- | --------- | --------- | --------- | --------- | --------- | --------- | --------- | --------- | --------- | --------- | --------- | --------- | --------- | --------- | ---- |
| 1    | Helene Engelmann Alfred Berger      | Austria       | 1,5       | 5,25      | 2,0       | 5,50      | 2,0       | 5,00      | 2,5       | 5,25      | 2,5       | 5,25      | 3,5       | 4,50      | 2,0       | 5,50      | 16   |
| 2    | Ludowika Jakobsson Walter Jakobsson | Finlandia     | 5,5       | 4,75      | 3,0       | 4,25      | 1,0       | 5,25      | 2,5       | 5,25      | 2,5       | 5,25      | 1,0       | 5,00      | 1,0       | 5,75      | 16,5 |
| 3    | Andrée Brunet Pierre Brunet         | Francia       | 1,5       | 5,25      | 7,0       | 3,50      | 3,5       | 4,75      | 6,0       | 4,25      | 2,5       | 5,25      | 2,0       | 4,75      | 3,0       | 5,25      | 25,5 |
| 4    | Ethel Muckelt John Page             | Gran Bretagna | 5,5       | 4,75      | 1,0       | 5,75      | 7,0       | 4,25      | 1,0       | 5,50      | 2,5       | 5,25      | 5,5       | 4,25      | 4,5       | 5,00      | 27   |
| 5    | Georgette Herbos Georges Wagemans   | Belgio        | 3,5       | 5,00      | 3,0       | 4,25      | 3,5       | 4,75      | 7,0       | 4,00      | 7,0       | 4,00      | 3,5       | 4,50      | 4,5       | 5,00      | 32   |
| 6    | Theresa Weld Nathaniel Niles        | Stati Uniti   | 3,5       | 5,00      | 6,0       | 4,00      | 5,5       | 4,50      | 4,5       | 4,50      | 5,5       | 4,50      | 5,5       | 4,25      | 6,5       | 4,50      | 37   |
| 7    | Cecil Smith Melville Rogers         | Canada        | 7,0       | 4,70      | 8,8       | 3,00      | 5,5       | 4,50      | 4,5       | 4,50      | 5,5       | 4,50      | 7,0       | 4,00      | 6,5       | 4,50      | 44,8 |
| 8    | Mildred Richardson Tyke Richardson  | Gran Bretagna | 8,5       | 4,50      | 3,0       | 4,25      | 8,5       | 4,00      | 9,0       | 3,50      | 8,5       | 3,75      | 8,0       | 3,75      | 8,0       | 4,00      | 53,5 |
| 9    | Simone Sabouret Charles Sabouret    | Francia       | 8,5       | 4,50      | 8,5       | 3,00      | 8,5       | 4,00      | 8,0       | 3,75      | 8,5       | 3,75      | 9,0       | 3,00      | 9,0       | 3,75      | 60   |

### Figure Libere
| Pos. | Concorrente                         | Nazione       | Giudici   | Giudici   | Giudici   | Giudici   | Giudici   | Giudici   | Giudici   | Giudici   | Giudici   | Giudici   | Giudici   | Giudici   | Giudici   | Giudici   | TPO  |
| Pos. | Concorrente                         | Nazione       | Giudice 1 | Giudice 1 | Giudice 3 | Giudice 3 | Giudice 2 | Giudice 2 | Giudice 4 | Giudice 4 | Giudice 5 | Giudice 5 | Giudice 6 | Giudice 6 | Giudice 7 | Giudice 7 | TPO  |
| Pos. | Concorrente                         | Nazione       | PO        | Punti     | PO        | Punti     | PO        | Punti     | PO        | Punti     | PO        | Punti     | PO        | Punti     | PO        | Punti     | TPO  |
| ---- | ----------------------------------- | ------------- | --------- | --------- | --------- | --------- | --------- | --------- | --------- | --------- | --------- | --------- | --------- | --------- | --------- | --------- | ---- |
| 1    | Helene Engelmann Alfred Berger      | Austria       | 1,0       | 5,25      | 1,5       | 5,50      | 1,0       | 5,75      | 1,5       | 5,50      | 1,0       | 5,75      | 1,0       | 5,00      | 2,0       | 5,50      | 9    |
| 2    | Andrée Brunet Pierre Brunet         | Francia       | 3,0       | 5,00      | 6,0       | 4,75      | 2,0       | 5,50      | 1,5       | 5,50      | 2,0       | 5,50      | 3,5       | 4,75      | 3,5       | 5,25      | 21,5 |
| 3    | Ludowika Jakobsson Walter Jakobsson | Finlandia     | 3,0       | 5,00      | 3,0       | 5,25      | 3,5       | 5,25      | 3,5       | 5,25      | 3,5       | 5,25      | 6,5       | 4,50      | 1,0       | 5,75      | 24   |
| 4    | Ethel Muckelt John Page             | Gran Bretagna | 6,0       | 4,75      | 1,5       | 5,50      | 6,5       | 4,25      | 5,0       | 5,00      | 3,5       | 5,25      | 3,5       | 4,75      | 3,5       | 5,25      | 29,5 |
| 5    | Cecil Smith Melville Rogers         | Canada        | 6,0       | 4,75      | 4,5       | 5,00      | 3,5       | 5,25      | 3,5       | 5,25      | 5,5       | 4,75      | 6,5       | 4,50      | 5,0       | 4,50      | 34,5 |
| 6    | Theresa Weld Nathaniel Niles        | Stati Uniti   | 6,0       | 4,75      | 7,0       | 4,50      | 5,0       | 4,75      | 6,0       | 4,75      | 5,5       | 4,75      | 3,5       | 4,75      | 6,0       | 4,00      | 39   |
| 7    | Georgette Herbos Georges Wagemans   | Belgio        | 3,0       | 5,00      | 4,5       | 5,00      | 6,5       | 4,25      | 7,0       | 4,00      | 7,5       | 3,50      | 3,5       | 4,75      | 7,0       | 3,75      | 39   |
| 8    | Mildred Richardson Tyke Richardson  | Gran Bretagna | 8,0       | 4,50      | 8,0       | 4,00      | 8,0       | 4,00      | 9,0       | 3,25      | 7,5       | 3,50      | 8,0       | 3,75      | 9,0       | 3,00      | 57,5 |
| 9    | Simone Sabouret Charles Sabouret    | Francia       | 9,0       | 4,25      | 9,0       | 3,00      | 9,0       | 3,50      | 8,0       | 3,50      | 9,0       | 3,25      | 9,0       | 3,25      | 8,0       | 3,50      | 61   |

### Classifica finale
| Pos.    | Concorrente                         | Nazione       | Giudici   | Giudici   | Giudici   | Giudici   | Giudici   | Giudici   | Giudici   | Giudici   | Giudici   | Giudici   | Giudici   | Giudici   | Giudici   | Giudici   | TPO  | MPT   |
| Pos.    | Concorrente                         | Nazione       | Giudice 1 | Giudice 1 | Giudice 3 | Giudice 3 | Giudice 2 | Giudice 2 | Giudice 4 | Giudice 4 | Giudice 5 | Giudice 5 | Giudice 6 | Giudice 6 | Giudice 7 | Giudice 7 | TPO  | MPT   |
| Pos.    | Concorrente                         | Nazione       | PO        | Punti     | PO        | Punti     | PO        | Punti     | PO        | Punti     | PO        | Punti     | PO        | Punti     | PO        | Punti     | TPO  | MPT   |
| ------- | ----------------------------------- | ------------- | --------- | --------- | --------- | --------- | --------- | --------- | --------- | --------- | --------- | --------- | --------- | --------- | --------- | --------- | ---- | ----- |
| Oro     | Helene Engelmann Alfred Berger      | Austria       | 1,0       | 10,50     | 2,00      | 11,00     | 1,00      | 10,75     | 1,00      | 10,75     | 1,00      | 11,00     | 1,00      | 9,50      | 2,00      | 11,00     | 9,0  | 10,64 |
| Argento | Ludowika Jakobsson Walter Jakobsson | Finlandia     | 4,0       | 9,75      | 3,00      | 9,50      | 2,00      | 10,50     | 2,00      | 10,50     | 3,50      | 10,50     | 3,00      | 9,50      | 1,00      | 11,50     | 18,5 | 10,25 |
| Bronzo  | Andrée Brunet Pierre Brunet         | Francia       | 2,0       | 10,25     | 6,00      | 8,25      | 3,00      | 10,25     | 4,00      | 9,75      | 2,00      | 10,75     | 2,00      | 9,50      | 3,00      | 10,50     | 22,0 | 9,89  |
| 4       | Ethel Muckelt John Page             | Gran Bretagna | 6,5       | 9,50      | 1,00      | 11,25     | 7,00      | 8,50      | 3,00      | 10,50     | 3,50      | 10,50     | 5,50      | 9,00      | 4,00      | 10,25     | 30,5 | 9,93  |
| 5       | Georgette Herbos Georges Wagemans   | Belgio        | 3,0       | 10,00     | 4,00      | 9,25      | 6,00      | 9,00      | 7,00      | 8,00      | 7,00      | 7,50      | 4,00      | 9,25      | 6,00      | 8,75      | 37,0 | 8,82  |
| 6       | Theresa Weld Nathaniel Niles        | Stati Uniti   | 5,0       | 9,75      | 5,00      | 8,50      | 5,00      | 9,25      | 6,00      | 9,25      | 5,50      | 9,25      | 5,50      | 9,00      | 7,00      | 8,50      | 39,0 | 9,07  |
| 7       | Cecil Smith Melville Rogers         | Canada        | 6,5       | 9,45      | 8,00      | 8,00      | 4,00      | 9,75      | 5,00      | 9,75      | 5,50      | 9,25      | 7,00      | 8,50      | 5,00      | 9,00      | 41,0 | 9,10  |
| 8       | Mildred Richardson Richardson       | Gran Bretagna | 8,0       | 9,00      | 7,00      | 8,25      | 8,00      | 8,00      | 9,00      | 6,75      | 8,00      | 7,25      | 8,00      | 7,50      | 9,00      | 7,00      | 57,0 | 7,68  |
| 9       | Simone Sabouret Charles Sabouret    | Francia       | 9,0       | 8,75      | 9,00      | 6,00      | 9,00      | 7,50      | 8,00      | 7,25      | 9,00      | 7,00      | 9,00      | 6,25      | 8,00      | 7,25      | 61,0 | 7,14  |